# Gunnar Nordstrand
Gunnar Nordstrand, född 26 december 1919 i Kumla församling, Örebro län, död 14 februari 2005 på Lundholmen, Vrigstads församling, Jönköpings län, var en svensk advokat.
Gunnar Nordstrand var son till kapten Fabian Nordstrand och Ingrid Florén. Efter studentexamen i Örebro 1940 tog han kameral examen vid Stockholms socialinstitut 1947 och blev juris kandidat vid Stockholms högskola 1950. Han gjorde sedan sin tingstjänstgöring 1951–1952, biträdande jurist vid Finnvedens advokatbyrå i Värnamo 1952–1956. Han var delägare i N D Weibulls advokatbyrå 1956–1963 och startade egen advokatbyrå i Sävsjö 1963. Han blev ledamot av Sveriges advokatsamfund 1956 och ombudsman i Wrigstad sparbank 1963. Under ett par decennier var Gunnar Nordstrand tillsammans med sin hustru bosatt utomlands, innan de återvände till Småland. De bodde under denna tid bland annat i Obernai, Frankrike. 
Han gifte sig 1947 med Birgitta Lundberg (1922–2011), som var godsägare på Lundholmen, Vrigstad. Hon var dotter till godsägare C-G Lundberg och Märtha Sjöbring samt sondotter till grosshandlare J.P. Carlsson och syster till Ingrid Angervall som var gift med docenten Gunnar Angervall. Makarna Nordstrand fick barnen Peter 1949 och Kristina 1953, av vilka den förstnämnde övertog ovannämnda gods.